# De Prinses van Babylon
De Prinses van Babylon (La Princesse de Babylone) is een filosofisch verhaal, geschreven door de Franse schrijver Voltaire in 1768.
Het verhaal gaat over twee geliefden: de herder Amazan en Formosante, de prinses van Babylon. Net als in het boek Candide zoeken twee gescheiden geliefden elkaar op door heel Azië en Europa. Door hun tegenslagen beschrijft Voltaire zijn ideeën over religie, waarbij hij de nodige humor gebruikt. Ook gaat hij in op de staat van de mensheid en de verschillende samenlevingen uit zijn tijd. Vanuit dit gezichtspunt komt het verhaal volledig overeen met de Verlichtingsfilosofie.

## Samenvatting
Formosante is de prinses van Babylon. Haar vader doet zijn best een waardige echtgenoot voor haar te vinden. Hiervoor organiseert hij een wedstrijd, waar edelmannen van over de hele wereld op afkomen: de farao van Egypte, de koning van de Indiërs en de grote khan van de Scythen. Verder komt er een mooie jongeman van onbekende afkomst met de naam Amazan. Later blijkt dat de jongeman, die naar Babylon werd gebracht door eekhoorns onder begeleiding van een feniks, is opgevoed door herders. Hij komt uit het land van de Gangariden, een utopische staat waar rechtvaardigheid, vrede en gelijkheid heersen. Amazan wordt stapelverliefd op de prinses en die liefde is wederzijds.
Amazan keert terug naar huis als hij hoort dat zijn vader is overleden. Eenmaal thuis vertelt een merel hem dat prinses Formosante met de koning van Egypte heeft gekust. Wanhopig besluit hij zijn geboorteland te verlaten om afleiding te zoeken in het bereizen van de wereld. Slechts een paar uur na zijn vertrek komt Formosante bij zijn huis aan en hoort van zijn vertrek en de redenen daarvoor. Ook zij wordt wanhopig omdat de hele situatie berust op een misverstand: ze kuste de koning van Egypte alleen om deze zand in ogen te strooien en zo hem te kunnen ontvluchten. Dit lukte haar met de hulp van de feniks, waarna ze met deze vogel op zoek gaat naar Amazan. Gedurende haar reis ontdekt de prinses dat Amazan haar steeds trouw blijft, dat hij het aandringen van de meisjes die hij ontmoette altijd heeft weerstaan. Maar als Formosante de herder bijna heeft ingehaald, bezwijkt deze alsnog voor de verleidingen. Formosante betrapt hem en vlucht weg. Amazan gaat haar achterna en redt haar uit de handen van de Spaanse Inquisitie, waarna Formosante hem zijn misstap vergeeft.
Dit filosofische verhaal is een scherpe kritiek op politieke regimes, waarvan Voltaire in dit boek de tekortkomingen aanwijst. Verder beschouwt Voltaire de godsdienst kritisch, ook de rooms-katholieke, waarbij hij vooral de paus belachelijk maakt. Dit verhaal kan ook gezien worden als een parabel waaruit blijkt dat ontrouw niet gemakkelijk te voorkomen is, want zelfs de perfecte Amazan bezwijkt voor de verleidingen.

## Het land van de Gangariden
Dit land is een utopische plek, zoals vaak in boeken uit de 18e eeuw. Op deze perfecte plek heeft iedereen vrede gesloten met zichzelf en met zijn buurman. Het volk is zelfs zo gericht op vrede dat het de vijandige Indiase koning die het land binnenvalt, geneest.